# Балка Свиняча
Балка Свиняча (рос. Б. Свинячья) — балка (річка) в Україні у Машівському районі Полтавської області. Ліва притока річки Сухої Лип'янки (басейн Дніпра).

## Опис
Довжина балки приблизно 4,48 км, найкоротша відстань між витоком і гирлом — 4,19 км, коефіцієнт звивистості річки — 1,07. Формується декількома балками та загатами. На деяких ділянках балка пересихає.

## Розташування
Бере початок на південно-східній околиці села Нова Павлівка. Тече переважно на північний захід через село і впадає в річку Суху Лип'янку, ліву притоку Лип'янки.

## Цікаві факти
- У XX столітті на балці існували 1 вітряний млин та 1 газова свердловина[3].